# Table Top
Il Table Top è quello che rimane di un antico cono vulcanico posto a Nord Est del vulcano Makushin nell'Isola di Unalaska.
Il suo nome, che in inglese significa cima piatta, deriva appunto dalla sua sommità completamente piana che corona un cono abbastanza regolare coperto ed eroso dai ghiacci.